# همدرد هند
همدرد هند (انگلیسی: Hamdard India) شرکت مراقبت سلامت هندی است، که در سال ۱۹۰۶ تأسیس شد.